# Sraddha (rito funerario)
En el marco del hinduismo, el sraddha es una ceremonia funeraria para propiciar a los antepasados (pitrís).
No se debe confundir este ritual śrāddha con el concepto śraddhā, que significa ‘fe [ciega]’siendo en la filosofía india del Vedanta una de las 6 virtudes a desarrollar (ṣaṭsampad). La diosa del mismo nombre personifica la devoción, es la esposa de Dharma y madre de Kâma.
En el vedismo, Shraddha es una convicción íntima que refuerza la eficacia del rito: "Cuando se sacrifica con Shradda, el sacrificio tiene todo su valor y todo su efecto. El hecho de poseer el Shraddha puede incluso hacer superflua la ayuda de los dioses. "
- śrāddha, en el sistema AITS (alfabeto internacional para la transliteración del sánscrito).
- श्राद्ध, en escritura devanagari del sánscrito.
- Pronunciación: /shráda/ o /shrádja/.[1]
- Etimología: ‘creyente, fiel, verdadero’. Proviene de la palabra śraddhā (fe).[1]

## Celebración
Existen varias formas de llevar a cabo este ritual

### Mensual
Mensualmente se realiza śrāddha en honor a los ancestros difuntos, tal y como está descrito en detalle en los dharma-sastras de Apastamba, Gautama, Baudhaiana y Vásistha.
En ese ritual, el anfitrión invita a los bráhmanas a una comida funeraria, en la cual se ofrecen tortas de arroz o trigo (pinda) a los ancestros fallecidos.

### Ceremonia
Una ceremonia en honor y en beneficio de los muertos que realizan sus familiares sobrevivientes con gran rigor en varios períodos determinados del año y en ocasiones de regocijo, y también durante el duelo.
Estas ceremonias se llevan a cabo por la entrega diaria de agua y en ocasiones declaradas por el ofrecimiento de pindas o bolas de arroz y la harina a tres antepasados paternos y tres maternos (es decir, al padre, al abuelo y al bisabuelo).
Se debe tener en cuenta que un sraddha no es un funeral (antiesti), sino un complemento de tal ceremonia. Es un acto de homenaje reverente a una persona fallecida a cabo por los familiares.
Además, las escrituras declaran que los alimentos que se les ofrecen a los muertos durante el sraddha fortalecen sus cuerpos etéreos (que han sido creados en la ceremonia antiesti), y hasta que se realiza el primer sraddha, el familiar fallecido es un preta o fantasma errante.
Después del primer sraddha, el familiar alcanza un puesto entre los pitris (o padres divinos) en su dichosa morada llamada Pitriloka.
Se supone que el sraddha es más eficaz cuando es realizado por un hijo.